# アロウズ・A19
アロウズ・A19 (Arrows A19) は、アロウズが1998年のF1世界選手権参戦用に開発したフォーミュラ1カーで、ジョン・バーナードが設計した。

## 概要
チーム2年目となるペドロ・ディニスと、ジョーダンへと移籍したデイモン・ヒルに代わってティレルから加入したミカ・サロがドライブした。

### 開発の経緯
トップチームを渡り歩いてきたバーナードが、中堅チームのアロウズで手掛けたマシン。アロウズはトム・ウォーキンショーの元で勝つためのチームへの再生に取り組み始めたところであり、バーナードも「トムはアロウズで本気でワールド・タイトルを獲得するつもりでいるし、私も精一杯手助けする。しかしアロウズは20年中堅にいたために負けグセが身についてしまっている。スタッフにはチームが勝つための新しい基準を示して、その負けグセを消してゆくのも任務だと思っている。」と強い意欲を示し、新技術であるオールカーボンファイバー (CFRP)製ギアボックスの設計に注力。これをA19に組み込むことでF1でのさらなる技術革新を目指していた。
A19の設計作業はバーナードやマイク・コフランが在籍するB3テクノロジーズで行われた。元々、この施設は母国イギリスでの仕事を好む彼が、フェラーリ在籍時に開設したデザインスタジオ (FDD)を買い戻し、改称されたばかりだった。
バーナードはこれまでコークボトルラインを始めとして、個性的なサイドポンツーンのアイデアを発表してきたが、A19ではポンツーン後部側面を切り落としてラジエーターの廃熱ダクトを開口した。ほかには、カーボン(CFRP)製のギアボックスケーシングが特徴である。この部分はバーナードが特に注力した部分であり、「この新しいオールカーボンギアボックスは軽量・コンパクトで剛性も従来より高い。私のやり方は確かにリスクがあるが、私が導入した新しいものがいつかはスタンダードになって来たという自負もある。このギアボックスの優位性が認められ、全てのコンストラクターが導入する日が来ると思っている。」と自信を述べていた。
エンジンはヤマハとの2年契約を解消し、トム・ウォーキンショーがハートエンジンを買収し、「アロウズエンジン」に改称して搭載した。アロウズは1977年のBRM以来の自製エンジンを搭載したイギリスチームとなった。しかしながらハートの予算は他の主要コンストラクターに比べると十分ではなく、車の開発は思うように進まなかった。
マシンのカラーリングは前年のA18の青×白から黒一色に様変わりした。

### 1998年シーズン
A19はシーズンを通して信頼性が高まらず、出走レースのほとんどがリタイアに終わった。しかしながら、第6戦モナコGPでサロが4位、ディニスが6位とダブル入賞を果たす。エンジン出力がそれほど重要ではないサーキットで競争力を発揮し、シャシーの素性の良さを証明した。その後もリタイアは多く、以後の入賞はスタート直後に12台が絡むF1史上最大の多重クラッシュが発生した第13戦ベルギーGPでディニスが生き残り5位に入ったのみであった。
結局チームの獲得ポイントは6となり、コンストラクターズランキング7位でシーズンを終えた。バーナードとアロウズとの関係は短期間で終わり、バーナードはプロスト・グランプリの技術コンサルタントに就任した。

## F1における全成績
(key) （太字はポールポジション）
| 年     | チーム   | エンジン     | タイヤ | ドライバー       | 1   | 2   | 3   | 4   | 5   | 6   | 7   | 8   | 9   | 10  | 11  | 12  | 13  | 14  | 15  | 16  | ポイント | 順位 |
| ------ | -------- | ------------ | ------ | ---------------- | --- | --- | --- | --- | --- | --- | --- | --- | --- | --- | --- | --- | --- | --- | --- | --- | -------- | ---- |
| 1998年 | アロウズ | アロウズ V10 | B      |                  | AUS | BRA | ARG | SMR | ESP | MON | CAN | FRA | GBR | AUT | GER | HUN | BEL | ITA | LUX | JPN | 6        | 7位  |
| 1998年 | アロウズ | アロウズ V10 | B      | ペドロ・ディニス | Ret | Ret | Ret | Ret | Ret | 6   | 9   | 14  | Ret | Ret | Ret | 11  | 5   | Ret | Ret | Ret | 6        | 7位  |
| 1998年 | アロウズ | アロウズ V10 | B      | ミカ・サロ       | Ret | Ret | Ret | 9   | Ret | 4   | Ret | 13  | Ret | Ret | 14  | Ret | DNS | Ret | 14  | Ret | 6        | 7位  |